# گرفتگی زیستی
گرفتگی زیستی (به انگلیسی: Bioclogging)، مسدود شدن فضای منافذ در خاک توسط زیست‌توده میکروبی است. بدن آنها و فرآورده‌های جانبی آنها مانند ماده پلیمری برون‌سلولی (EPS). زیست‌توده میکروبی مسیر آب را در فضای منافذ مسدود می‌کند و کلفتی خاصی از لایه نفوذناپذیر را در خاک تشکیل می‌دهد و سرعت نفوذ آب را به میزان قابل توجهی کاهش می‌دهد.
گرفتگی زیستی در رودخانه‌ها می‌تواند بر تغذیه آبخوان‌ها به‌ویژه در مناطق خشک که از دست دادن رودخانه‌ها رایج است، تأثیر بگذارد.

### برداشت آب از چاه
هنگامی که در درون چاه، آب از سفره آب زیرزمینی خارج می گردد، گرفتگی زیستی قابل مشاهده است. با ادامه کار چاه‌های آب، طی ماه‌ها و سال‌ها ممکن است چاه‌ها به دلیل گرفتگی زیستی یا سایر مکانیسم‌های گرفتگی کاهش تدریجی داشته باشند. گرفتگی زیستی ممکن است بر عملکرد پایدار پمپ‌های حرارتی منبع زمینی نیز تأثیر بگذارد.